# UFC 232: Jones vs. Gustafsson 2
UFC 232: Jones vs. Gustafsson 2 war eine Mixed-Martial-Arts-Veranstaltung der Ultimate Fighting Championship (UFC). Sie fand am 29. Dezember 2018 in der The Forum in Inglewood, Kalifornien, Vereinigte Staaten statt und wurde als Pay-per-View ausgestrahlt.

## Hintergrund
Als Hauptkampf ist ein Match zwischen Jon Jones und Alexander Gustafsson um den Halbschwergewicht-Titel angesetzt. Der amtierende Titelträger Daniel Cormier gab damit seinen Anspruch auf den Titel auf und ist nur noch Titelträger im Schwergewicht. Jones und Gustafsson kämpften bereits im Jahr 2013 bei dem UFC 165-Event um den Halbschwergewicht-Titel, damals ging Jones als Titelträger in den Kampf und konnte den Titel mit einem Sieg verteidigen. Am 11. Dezember 2018 erhielt Jones die Lizenz von der UFC um gegen Gustafsson kämpfen zu dürfen, vorher hatte Jones seit einem Dopingvorfall im Juli 2017 keinen kampf mehr bestritten.
Bei dem UFC 232 gab es mit dem Kampf zwischen Cris Cyborg und Amanda Nunes einen zweiten Titelkampf. Es stand der Fliegengewicht-Titel der Frauen auf dem Spiel, welcher bis dato von Cris Cyborg gehalten wurde. Nunes war zu diesem Zeitpunkt selber Titelträgerin im Bantamgewicht und schaffte es nun den Titel in der höheren Gewichtsklasse gegen Cyborg zu gewinnen. Sie ist somit nach Conor McGregor und Daniel Cormier und die erste weibliche Kämpferin, die zwei Titel in verschiedenen Gewichtsklassen hält.